# Улица Румбулас
Улица Ру́мбулас (латыш. Rumbulas iela) — улица в Латгальском предместье города Риги, в историческом районе Дарзциемс. Начинается от перекрёстка с улицей Франча Трасуна, проходит в восточном направлении и заканчивается перекрёстком с улицей Дарзциема, продолжаясь далее как улица Карсавас.
Общая длина улицы составляет 686 метров. На всём протяжении имеется асфальтовое покрытие. Движение двусторонее. Общественный транспорт по улице не курсирует.

## История
Улица Румбулас впервые упомянута в 1932 году под своим нынешним названием, которое никогда не изменялось. Оно происходит от топонима Румбула (ныне микрорайон в юго-восточной части города Риги).
Первоначальная малоэтажная застройка частично заменена в 1970-е годы пятиэтажными зданиями.

## Прилегающие улицы
Улица Румбулас пересекается со следующими улицами:
- Улица Франча Трасуна
- Улица Ницгалес
- Улица Сканю
- Улица Папардес
- Улица Гришлю
- Улица Гайсмас
- Улица Дарзциема